# XV puchar świata – FIFA USA 1994 (moneta kolekcjonerska)
XV puchar świata – FIFA USA 1994 – moneta kolekcjonerska wybita w srebrze, o nominale 1000 złotych, wyemitowana przez Narodowy Bank Polski 4 maja 1994 r. zarządzeniem z 18 kwietnia 1994 r. Z formalnego punktu widzenia, przestała być prawnym środkiem płatniczym z dniem denominacji z 1 stycznia 1995 roku, rozporządzeniem prezesa Narodowego Banku Polskiego z dnia 18 listopada 1994 (Monitor Polski nr 61 poz 541).

## Awers
W centralnym punkcie umieszczono godło – orła w koronie, poniżej napis „ZŁ 1000 ZŁ”, dookoła napis „RZECZPOSPOLITA POLSKA 1994”, pod łapą orła znak mennicy w Warszawie, całość otoczona perełkami.

## Rewers
Na tej stronie monety znajduje się rysunek stadionu piłkarskiego, nad nim napis „FIFA”, pod nim w kształcie łuku napis „USA 1994”, a dookoła napis „XV PUCHAR ŚWIATA”.

## Nakład
Monetę wybito w Mennicy Państwowej, stemplem lustrzanym, w srebrze próby 925, o średnicy 38,61 mm, o masie 28,28 grama, z rantem gładkim, w nakładzie 10 480 sztuk, według projektu R. Kotowicza.

## Opis
Nominał tej monety kolekcjonerskiej był znacznie niższy niż nominał okolicznościowych monet bitych w miedzioniklu w tym samym roku.

## Wersje próbne
Istnieje wersja tej monety należąca do serii próbnej w niklu, wybita w nakładzie 500 sztuk.